# Jameson Raid
De Jameson Raid (29 december 1895 – 2 januari 1896) was een onsuccesvolle inval van een Britse militie in de Zuid-Afrikaansche Republiek (Transvaal). De bedoeling was om een opstand van de voornamelijk Britse gastarbeiders, de zogenaamde uitlanders, uit te lokken, maar dit gebeurde niet. De raid was een van de aanleidingen voor de Tweede Boerenoorlog.

## Achtergrond
De uitlanders werden gediscrimineerd in de Boerenrepublieken, wat aangehaald werd als reden voor de invasie. De minerale rijkdommen van Transvaal waren de werkelijke aanleiding. Het doel van de raid was Johannesburg, waar de troepen een opstand van de uitlanders zouden steunen. Het meesterbrein achter de raid was de imperialistische mijnenmagnaat Cecil Rhodes, met financiële steun van Alfred Beit. Ook de Britse minister van koloniën Joseph Chamberlain, wist van de raid af. In Johannesburg kregen Britse samenzweerders van het Johannesburg Reform Committee de opdracht om de opstand ontketenen.
Troepen werden tijdens de voorbereiding gestationeerd bij Pitsani in Beetsjoeanaland, aan de grens met Transvaal. 600 mannen stonden onder het bevel van Leander Starr Jameson, waarvan 400 man bereden politie uit Rhodesië, 100 vrijwilligers uit de Kaapkolonie en 100 man gekleurde hulptroepen. Hun uitrusting bestond uit zes Maxim machinegeweren en drie stuks geschut.

## De inval
Jameson raakte gefrustreerd door vertragingen, en ging zelf tot actie over. Op 29 december 1895 viel Jameson de republiek binnen, richting Johannesburg. Zijn acties werden veroordeeld door de Britse koloniale regering.
Jamesons troepen konden diep binnendringen in Transvaals gebied, en stuitten nauwelijks op verzet. De telegraaflijn naar Pretoria werd echter niet doorgeknipt en op 30 december was het Transvaalse leger al op de hoogte van de inval. De geplande opstand in Johannesburg bleef uit: het bleek dat Rhodes de onvrede van de uitlanders had overschat en dat er geen vraag was naar een revolutie. Op 1 januari, bij Krugersdorp, had een klein aantal Boerensoldaten de weg naar Johannesburg versperd. Bij het vallen van de avond trok Jameson zijn troepen terug in een poging de Boeren in hun flank aan te vallen. De Boeren hadden de beweging echter door, en op 2 januari, wanneer de Britten Doornkop bereikten, werden zij opgewacht door een Boerencommando met zware artillerie. Jameson verloor ongeveer dertig man, voor hij zich overgaf. Zijn troepen werden opgesloten in Pretoria.

## Nasleep
De Boerenregering leverde de troepen uit aan de Britten, die ze veroordeelden. Jameson werd teruggestuurd naar Londen, waar hij 15 maanden werd opgesloten maar vervroegd vrij kwam vanwege ziekte. De samenzweerders van Johannesburg werden in Transvaal berecht; vijf man kregen aanvankelijk de doodstraf, maar president Paul Kruger zette dit om in een gevangenisstraf en geldboete. De Boerenregering kreeg een schadevergoeding van 1 miljoen pond.
De raid deed de vijandelijkheden tussen de Britten en de Boeren opflakkeren, die alleen maar werden aangewakkerd door de onderschepping van een telegram afkomstig van de Duitse keizer, Wilhelm II, naar Kruger waarin de Boeren gefeliciteerd werden met hun overwinning op de Britten. Een kleine vier jaar later brak de Tweede Boerenoorlog uit.